# João de Almeida, o Formoso
D. João de Almeida, senhor da casa de seu pai, comendador de Santa Maria de Loures, alcaide-mor de Alcobaça, vedor da Casa Real de D. João IV de Portugal e D. Afonso VI de Portugal. reposteiro-mor e gentil-Homem de câmara do Rei quando sua mãe D. Luísa de Gusmão lhe pôs casa.
Sua varonil beleza se tornou tão apreciada que era conhecido pelo apelido de «O Formoso».
Serviu na guerra da Restauração como capitão de cavalos no Alentejo.
Foi, como seu pai, Familiar do Santo Ofício (onde provou a sua ascendência e sua mulher, obtendo a carta desse cargo em 5 de Novembro de 1640).

## Dados genealógicos
Era filho de D. Lopo de Almeida, comendador de Santa Maria de Loures na Ordem de Cristo, alcaide-mor e capitão-mor de Alcobaça, sobrinho do Arcebispo de Lisboa D. Jorge de Almeida, Dom Abade comendatário de Alcobaça. Foi sua mulher D. Joana de Portugal, filha e herdeira de D. João de Portugal, da casa dos condes de Vimioso, e D. Madalena de Vilhena, filha e herdeira de Francisco de Sousa Tavares, capitão-mor da Índia e das fortalezas de Cananor e Diu.
Casou com sua prima D. Violante Henriques, Guarda-mor da Rainha D. Maria Francisca Isabel de Sabóia quando enviuvou. Era filha de D. Marcos de Noronha, que combateu em Alcácer Quibir e foi resgatado, senhor do Morgado e Padroado do convento do Salvador de Lisboa e sua mulher Maria Henriques filha de D. Francisco da Costa, armeiro-mor d´El-Rey, capitão de Malaca, governador do Reino do Algarve, embaixador a Marrocos e comendador de São Vicente da Beira na Ordem de Avis.
Tiveram os seguintes trinta e dois filhos, nomeadamente:
1. - D. Pedro de Almeida, 1.º Conde de Assumar e vice-rei da Índia, que sucedeu no morgadio de seu pai.
2. - D. Diogo Fernandes de Almeida, que serviu na Guerra da Aclamação no Alentejo com valor na qualidade de capitão de cavalos e que pelo lado da sua mulher foi alcaide de Santarém, Golegã e Almeirim. Casou com D. Joana Teresa Coutinho filha do talentoso Francisco de Sousa Coutinho, do Conselho de Estado de D. João IV e seu embaixador. Sem sucessão.
3. - D. João Fernandes de Almeida, Governador de Damão, Moçambique e Rios de Sofala, vedor da Fazenda e do conselho de Estado da Índia.
4. - D. Domingos de Almeida, que com seu irmão acima passou à Índia e lá o mataram os árabes num combate naval.
5. - D. Francisco de Almeida que tomando para si a Ordem da Companhia de Jesus foi reitor do Colégio de Santarém e de Santo Antão de Lisboa.
6. - D. António de Almeida que foi religioso da Ordem de Cister.
7. - D. Luís de Almeida Portugal, o Manteigas[10]
8. - D. Manuel de Almeida, morreu moço sendo ainda estudante. Deixou dois filhos, criados em S. Martinho - Alcobaça.
9. - D. Catarina Henriques que casou com D. Lourenço de Almada,  capitão-general da Ilha da Madeira e governador-geral de Angola e do Brasil.
10. - D. Helena de Portugal que casou a 1.ª vez com D. António de Alcáçova Carneiro Carvalho da Costa senhor do morgado das Alcáçovas e alcaide de Campo Maior, e Ouguela, comendador de Idanha e Marmeleiro na Ordem de Cristo  que morreu em 1657. Sem geração. Depois casou, em 1664, com D. Francisco de Sousa, capitão da Guarda Alemã de Sua Majestade, comendador de Santa Maria de Belmonte e São Salvador de Infesta na Ordem de Cristo, deputado dos Três Estados, Presidente do Senado da Câmara e da Mesa da Consciência e da Ordens, do Conselho de Estado e da Guerra de D, Pedro II e D. João V. Com geração.[11]
11. - Ana de Portugal, dama do Paço Real, que esteve prometida a André de Albuquerque, alcaide-mor de Sintra e comendador de São Mamede de Sortes, mas, que ele morreu no entretanto sem efectivar esse acordo.[12]
12. - D. Maria de Portugal, freira no Mosteiro da Esperança de Lisboa,.
13. - D. Madalena Vilhena, freira no Mosteiros do Sacramento de Lisboa e que morreu com fama de virtude em 9 de Novembro de 1669.
14. - D. Helena de Portugal freira na Madre Deus.